# Gnash
Gnash (ang. GNU Flash Player) – projekt, którego celem jest stworzenie odtwarzacza i wtyczki do przeglądarek dla formatu SWF, który będzie wolnym oprogramowaniem. Ma on zastąpić własnościowy Adobe Flash Player.

## Historia
Napisanie wolnego odtwarzacza Flash było jednym z priorytetów projektu GNU. Przed stworzeniem Gnasha, Projekt GNU prosił o pomoc przy projekcie GPLFlash. Obecnie większość dawnych deweloperów GPLFlash przeszło do projektu Gnash.
Projekt został zainicjowany przez Johna Gilmore’a. Głównym deweloperem jest Rob Savoye.

## Szczegóły techniczne
Gnash do renderowania może używać AGG, Cairo lub OpenGL. Do odczytu plików FLV jest używana biblioteka FFmpeg lub GStreamer. W przeciwieństwie do większości projektów GNU, które są napisane w C, Gnash jest napisany w C++.
Adobe dostarcza oficjalny odtwarzacz dla Linuksa na platformę x86 tylko w formie plików binarnych, nie obsługuje natomiast użytkowników posiadających inną architekturę procesora. Gnash może być kompilowany i uruchamiany na wielu architekturach, włączając w to x86, AMD64, MIPS/Irix i PowerPC. Poza tym Gnash dostępny jest na systemy z rodziny BSD. Obecnie możliwa jest instalacja Gnasha jako testowej wtyczki do Firefoxa.
Obecnie Gnash obsługuje pliki SWF do wersji 7 i część cech wersji 8 i 9. Gnash odczytuje pliki FLV i pozwala na odtwarzanie filmów z YouTube, Myspace i innych podobnych serwisów.